# Softbal op de Olympische Zomerspelen 2020
Softbal is een van de sporten die beoefend worden tijdens de Olympische Zomerspelen 2020 in Tokio, Japan. Het toernooi stond gepland van 21 juli tot en met 27 juli 2021. De wedstrijden werden gespeeld in het Yokohama Stadium in Yokohama en Fukushima Azuma Baseball Stadium in Fukushima. De World Baseball Softball Confederation (WBSC) stond garant voor de uitvoering.
Softbal werd op de Olympische Zomerspelen van 2020 enkel georganiseerd voor vrouwen, bij de mannen werd enkel honkbal gespeeld. Softbal stond voor de vijfde keer op het olympisch programma, de vierde editie was op de Olympische Zomerspelen 2008. Honk- & softbal werden als een van de vijf sporten toegevoegd aan het programma van de Zomerspelen van 2020, zonder de garantie dat het in 2024 terugkeert.

## Deelname
| Evenement                                | Datum                          | Locatie      | Gekwalificeerd   | Deelname |
| ---------------------------------------- | ------------------------------ | ------------ | ---------------- | -------- |
| Gastland                                 |                                |              | Japan            | 5e       |
| Wereldkampioenschap softbal 2018         | 2 - 12 augustus 2018           | Chiba, Tokio | Verenigde Staten | 5e       |
| Kwalificatietoernooi Afrika/Europa       | 23 - 27 juli 2019              | Utrecht      | Italië           | 3e       |
| Kwalificatietoernooi Noord-/Zuid-Amerika | 25 augustus - 1 september 2019 | Surrey       | Canada Mexico    | 5e 1e    |
| Kwalificatietoernooi Azië/Oceanië        | 24 - 29 september 2019         | Shanghai     | Australië        | 5e       |
| Totaal                                   | Totaal                         | Totaal       | 6                |          |

## Opzet
De zes deelnemende landen, die ieder vijftien speelsters mogen inschrijven, spelen in de groepsfase een halve competitie (1x tegen elkaar). Hierna spelen de groep nummers 3 en 4 tegen elkaar om de bronzen medaille en de groep nummers 1 en 2 om de gouden en zilveren medaille. Op deze wijze worden er zeventien wedstrijden gespeeld.

## Toernooi

### Groepsfase
| #  | Datum   | Tijd  | Winnaar          | Uitslag | Verliezer        |
| -- | ------- | ----- | ---------------- | ------- | ---------------- |
| 01 | 21 juli | 09:00 | Australië        | 1–8     | Japan            |
| 02 | 21 juli | 12:00 | Italië           | 0–2     | Verenigde Staten |
| 03 | 21 juli | 15:00 | Mexico           | 0–4     | Canada           |
| 04 | 22 juli | 09:00 | Verenigde Staten | 1–0     | Canada           |
| 05 | 22 juli | 12:00 | Mexico           | 2–3     | Japan            |
| 06 | 22 juli | 15:00 | Italië           | 0–1     | Australië        |
| 07 | 24 juli | 10:00 | Australië        | 1–7     | Canada           |
| 08 | 24 juli | 14:30 | Verenigde Staten | 2 -0    | Mexico           |
| 09 | 24 juli | 20:00 | Japan            | 2–0     | Italië           |
| 10 | 25 juli | 10:00 | Australië        | 1–2     | Verenigde Staten |
| 11 | 25 juli | 14:30 | Canada           | 0–1     | Japan            |
| 12 | 25 juli | 20:00 | Italië           | 0–5     | Mexico           |
| 13 | 26 juli | 10:00 | Japan            | 1–2     | Verenigde Staten |
| 14 | 26 juli | 14:30 | Canada           | 8–1     | Italië           |
| 15 | 26 juli | 20:00 | Mexico           | 4–1     | Australië        |

| # | Land             | W | V |
| - | ---------------- | - | - |
| 1 | Verenigde Staten | 5 | 0 |
| 2 | Japan            | 4 | 1 |
| 3 | Canada           | 3 | 2 |
| 4 | Mexico           | 2 | 3 |
| 5 | Australië        | 1 | 4 |
| 6 | Italië           | 0 | 5 |

### Medaillewedstrijden
| #  | Datum   | Winnaar | Uitslag | Verliezer        |             |
| -- | ------- | ------- | ------- | ---------------- | ----------- |
| 16 | 27 juli | Canada  | 3-2     | Mexico           | / 4e plaats |
| 17 | 27 juli | Japan   | 2-0     | Verenigde Staten | /           |

Atletiek · Badminton · Basketbal · Boksen · Boogschieten · Gewichtheffen · Golf · Gymnastiek · Handbal · Hockey · Honkbal · Judo · Kanovaren · Karate · Klimsport · Moderne vijfkamp · Paardensport · Roeien · Rugby · Schermen · Schietsport · Schoonspringen · Skateboarden · Softbal · Surfen · Synchroonzwemmen · Taekwondo · Tafeltennis · Tennis · Triatlon · Voetbal · Volleybal · Waterpolo · Wielersport · Worstelen · Zeilen · Zwemmen
Atlanta 1996 · 
Sydney 2000 · 
Athene 2004 · 
Peking 2008 · 
Tokio 2020 · 
Los Angeles 2028 
Medaillewinnaars